# Os Batanetes
Os Batanetes é uma série cómica portuguesa, baseada principalmente em anedotas, que passou originalmente no canal generalista TVI durante os anos de 2004 e 2005.
Em setembro de 2024, duas décadas depois da estreia, a TVI anunciou o regresso da série para uma nova temporada, produzida pela Coral Europa.

## Sinopse
O programa divide-se em vários sketchs, inspirados geralmente em anedotas. Retrata uma família que vive no Samouco (perto de Alcochete, Portugal), e os seus lugares de poiso: o café, o cabeleireiro, o parque, o táxi, a escola e a casa.

## Elenco
| Ator                   | Personagem                                                           |
| ---------------------- | -------------------------------------------------------------------- |
| Victor de Sousa        | José Peixoto Batanete                                                |
| Rita Ribeiro           | Filipa Lucas Batanete                                                |
| Inês Castel-Branco     | Lucinda Maria Lucas Peixoto Batanete                                 |
| Pedro Moldão           | António Lucas Peixoto Batanete (Toninho)                             |
| Anita Guerreiro        | Zulmira da Conceição Lucas                                           |
| Carla Andrino          | Tânia Peixoto Batanete                                               |
| Octávio de Matos (†)   | Aníbal Lucas                                                         |
| Adelaide João (†)      | Deolinda                                                             |
| José Pedro Vasconcelos | Jean Jacques e Manel                                                 |
| João Didelet           | Inácio Passarinho (bêbado) e Carlos Manuel (Caló) (ladrão)           |
| Miguel Melo            | Bruno e Dr. Barros e Barros (médico)                                 |
| Leonor Alcácer         | Professora Alice e Maria João (assistente de Filipa no cabeleireiro) |
| Pedro Alpiarça (†)     | Vítor Indalésio e taxista (alguns episódios)                         |
| Sofia Espírito Santo   | freira Dolores, Carla e Mitó Pupa                                    |
| Anabela Brígida        | Mary, Dora Indalésio e Laura                                         |
| Paulo Pinto            | Januário (irmão de Catarina) e Rodolfo                               |
| João Melo              | Nelson                                                               |
| João Cabral            | Padre Miguel Hortênsio e Dr. Câmara (advogado)                       |
| Mariana Lourenço       | Catarina                                                             |
| Mafalda Lourenço       | Tininha                                                              |
| Miguel Martins         | Ricardo                                                              |
| Bernardo Chambel       | Nero                                                                 |
| Inês Guimarães         | Império                                                              |
| Isabel Almeida         | Henriqueta Rosa e Rosalina                                           |
| Paulo Manso            | polícia Marcelino, Bacalhau, e outros                                |
| Mafalda Couto          | Elsa                                                                 |
| Lucas Chevalier        | Salvador                                                             |
| Osvaldo Canhita (†)    | Pai de Catarina                                                      |
| Conceição Plácido      | Conceição (assistente do médico)                                     |
| Elsa Galvão            | vários                                                               |
| Marina Albuquerque     | vários                                                               |
| Rui Paulo              | vários                                                               |
| Teresa Pinto Leite     | advogada                                                             |
| Hugo Sequeira          | Henrique                                                             |

## Reposições
A série esteve em reposição na TVI Ficção desde 7 de dezembro de 2012 até ao fecho da primeira encarnação canal. Esta longeva série de reposições constituiu uma situação inédita desde que a TV privada chegou a Portugal, em 1992. Até meados de 2023, foi emitida todos os dias da semana naquele canal, inclusivamente no horário nobre, altura do dia em que a emissão original de telenovelas ocupava a grelha da TVI generalista. A partir de então, a TVI Ficção passou a emitir a série apenas de madrugada, sendo substituída nesse horário por reposições da telenovela Morangos Com Açúcar, numa altura em que, numa primeira fase, se antecipava a estreia da série homónima e, numa segunda fase, a mesma estreava tanto na TVI e no TVI Player como na Prime Video. Porém, alguns meses depois, em dezembro de 2023, Morangos Com Açúcar foi "despromovida" do horário nobre e Os Batanetes voltou a ser emitida no horário nobre da TVI Ficção. Com o reinício de transmissões da TVI Ficção, em fevereiro de 2025 - desta vez, apenas como um canal FAST -, Os Batanetes regressaram àquele canal.
No canal emissor original (TVI), a série é reposta todos os dias da semana, ao fim da madrugada.
O canal TVI África transmitiu a série entre 2015 e 2020 e voltou a transmiti-la em 2025.
À data de 2023 e 2024, a série cómica está também a ser emitida pela TVI Internacional.
No primeiro semestre de 2025, a série começou também a ser reposta nas madrugadas do canal V̹̟+.
Em termos de visualização através de streaming, os episódios d'Os Batanetes começaram a ser disponibilizados no TVI Player em 2015, sendo que todos os episódios estão disponíveis nesse serviço da TVI desde janeiro de 2016. Em 2024, a versão portuguesa da Prime Video passou a disponibilizar todas os episódios da série.

## Controvérsias
Em 2004, uma mulher chamada Maria Batanete processou a TVI pelo nome do programa. Ela alegou que a sua família e amigos sofriam gozos e insultos por causa do apelido. Também enviou uma carta para a Entidade Reguladora para a Comunicação Social (ERC) para que o problema fosse resolvido; no entanto, a organização não se responsabilizou em relação ao assunto. 
Em abril de 2011, a TVI entrou em polémica com a Entidade Reguladora para a Comunicação Social (ERC) devido a uma infração na radiodifusão. Vários programas tinham sido agendados. Contudo, muitos não foram ao ar e estava previsto que Os Batanetes fosse emitido às 04h03 da madrugada, o que acabou por não acontecer.